# Earthbound (album)
Pour les articles homonymes, voir Earthbound.
Albums de King Crimson
Islands
(1971) Larks' Tongues in Aspic
(1973)
Earthbound est le premier album live du groupe britannique de rock progressif King Crimson, sorti en juin 1972. Il s'agit du premier album du groupe à paraître après sa première séparation en janvier 1972.

## Contenu

### Qualité sonore
La qualité sonore de l'album est particulièrement mauvaise en raison des conditions d'enregistrement : un enregistreur à cassette Ampex, de piètre qualité même pour l'époque. Il est même précisé que The Sailors Tale est enregistré « sous la pluie, de l'arrière d'un camion Volkswagen ».
La qualité sonore de l'album est tellement basse qu'Atlantic Records, label du groupe aux États-Unis et au Canada, refuse de publier Earthbound en Amérique du Nord : c'est donc Polydor qui y distribuera l'album.

### Musique
L'album possède la première version live du titre 21st Century Schizoid Man, ainsi qu'une version plus longue de Groon (face-B de l'album In the Wake of Poseidon). L'album contient également deux improvisations de scat chantées par Boz Burrell.
Les pistes de l'album ont été enregistrées à différents moments de la tournée américaine de 1972 de King Crimson.

## Titres
| Édition originale | Édition originale                                                      | Édition originale | Édition originale | Édition originale | Édition originale | Édition originale | Édition originale | Édition originale | Édition originale |
| No                | Titre                                                                  | Durée             |                   |                   |                   |                   |                   |                   |                   |
| ----------------- | ---------------------------------------------------------------------- | ----------------- | ----------------- | ----------------- | ----------------- | ----------------- | ----------------- | ----------------- | ----------------- |
| 1.                | 21st Century Schizoid Man (enregistré à Wilmington le 11 février 1972) | 11:45             |                   |                   |                   |                   |                   |                   |                   |
| 2.                | Peoria (enregistré à Peoria le 11 mars 1972)                           | 7:30              |                   |                   |                   |                   |                   |                   |                   |
| 3.                | The Sailor's Tale (enregistré à Jacksonville le 26 février 1972)       | 4:45              |                   |                   |                   |                   |                   |                   |                   |
| 4.                | Earthbound (enregistré à Orlando le 27 février 1972)                   | 7:08              |                   |                   |                   |                   |                   |                   |                   |
| 5.                | Groon (enregistré à Wilmington le 11 février 1972)                     | 15:30             |                   |                   |                   |                   |                   |                   |                   |
| 46:38             |                                                                        |                   |                   |                   |                   |                   |                   |                   |                   |

Une nouvelle version de Earthbound étendue à 8 titres sort le 3 novembre 2017.
| Réédition de 2017 | Réédition de 2017         | Réédition de 2017 | Réédition de 2017 | Réédition de 2017 | Réédition de 2017 | Réédition de 2017 | Réédition de 2017 | Réédition de 2017 | Réédition de 2017 |
| No                | Titre                     | Durée             |                   |                   |                   |                   |                   |                   |                   |
| ----------------- | ------------------------- | ----------------- | ----------------- | ----------------- | ----------------- | ----------------- | ----------------- | ----------------- | ----------------- |
| 1.                | 21st Century Schizoid Man | 11:45             |                   |                   |                   |                   |                   |                   |                   |
| 2.                | Peoria                    | 7:30              |                   |                   |                   |                   |                   |                   |                   |
| 3.                | The Sailor's Tale         | 4:45              |                   |                   |                   |                   |                   |                   |                   |
| 4.                | Earthbound                | 7:08              |                   |                   |                   |                   |                   |                   |                   |
| 5.                | Groon                     | 15:30             |                   |                   |                   |                   |                   |                   |                   |
| 6.                | Pictures of a City        | 8:22              |                   |                   |                   |                   |                   |                   |                   |
| 7.                | Formentera Lady           | 9:30              |                   |                   |                   |                   |                   |                   |                   |
| 8.                | Cirkus                    | 8:25              |                   |                   |                   |                   |                   |                   |                   |
| 1:12:55           |                           |                   |                   |                   |                   |                   |                   |                   |                   |

## Musiciens

### King Crimson
- Robert Fripp : guitare électrique
- Boz Burrell : basse, chant
- Mel Collins : saxophones alto, ténor et baryton, mellotron
- Ian Wallace : batterie

### Invités
- Hunter MacDonald : VCS3, ingénierie sonore